# لیپووتس (ناحیه بلانسکو)
لیپووتس (به چکی: Lipovec) یک منطقهٔ مسکونی در جمهوری چک است که در ناحیه بلانسکو واقع شده‌است. لیپووتس ۱۱٫۵۴ کیلومتر مربع مساحت و ۱٬۰۶۳ نفر جمعیت دارد و ۵۵۵ متر بالاتر از سطح دریا واقع شده‌است.